# Candida Thompson
Candida Thompson (Glasgow) is een Britse violiste en dirigente, die sinds 2003 artistiek leider is van Amsterdam Sinfonietta.

## Loopbaan
Thompson studeerde viool in Londen aan de Guildhall School of Music and Drama bij David Takeno, waar ze cum laude afstudeerde. Daarna zette ze haar studie voort aan het Banff Centre in Banff (Canada). Ze won prijzen in diverse nationale en internationale muziekwedstrijden.
Ze vestigde zich in 1992 in Amsterdam en werd in 1995 concertmeester van Nieuw Sinfonietta Amsterdam, toen onder leiding van Lev Markiz. Bij dit orkest met 22 musici, inmiddels Amsterdam Sinfonietta genaamd, volgde ze in 2003 Peter Oundjian op als artistiek leider. Ze vervult bij concerten de rol van 'Stehgeiger' (officieel speelt dit orkest zonder dirigent) en speelt ook veelvuldig kamermuziek met individuele orkestleden.  
Thompson heeft orkesten geleid zoals Mahler Chamber Orchestra, Chamber Orchestra of Europe, Camerata Salzburg, London Mozart Players. Ze heeft als violiste samengespeeld met onder anderen Isaac Stern, Janine Jansen, Julian Rachlin en David Kuyken, Bruno Giuranna en heeft deelgenomen aan festivals in Kuhmo (Finland), Gubbio (Italië), Utrecht (het Internationaal Kamermuziek Festival Utrecht) en Sarasota in Florida (festival La Musica).
Als soliste trad ze op in vele landen in Europa en Azië en in de Verenigde Staten. Ze speelde soloconcerten met onder meer het Moskous Kamerorkest, het English String Orchestra, de Nederlandse Radio Kamer Filharmonie, Wiener Symphoniker, Tokyo Philharmonic Orchestra. Als concertmeester en artistiek leider van Amsterdam Sinfonietta werkte ze samen met musici als Murray Perahia, Thomas Hampson, Maxim Vengerov, Christianne Stotijn, Martin Fröst, Giovanni Sollima, Patricia Kopatchinskaja, and Gidon Kremer. Samen met pianist Paolo Giacometti en celliste Xenia Jancovic richtte ze het Hamlet Trio op. 
Candida Thompson bespeelt instrumenten van de vioolbouwers Giuseppe Guarneri del Gesù (1698-1744) en Jean-Baptiste Vuillaume (1798-1875). Als het repertoire dat vereist verruilt ze de viool incidenteel voor een altviool.